# Ramat Bejt ha-Kerem

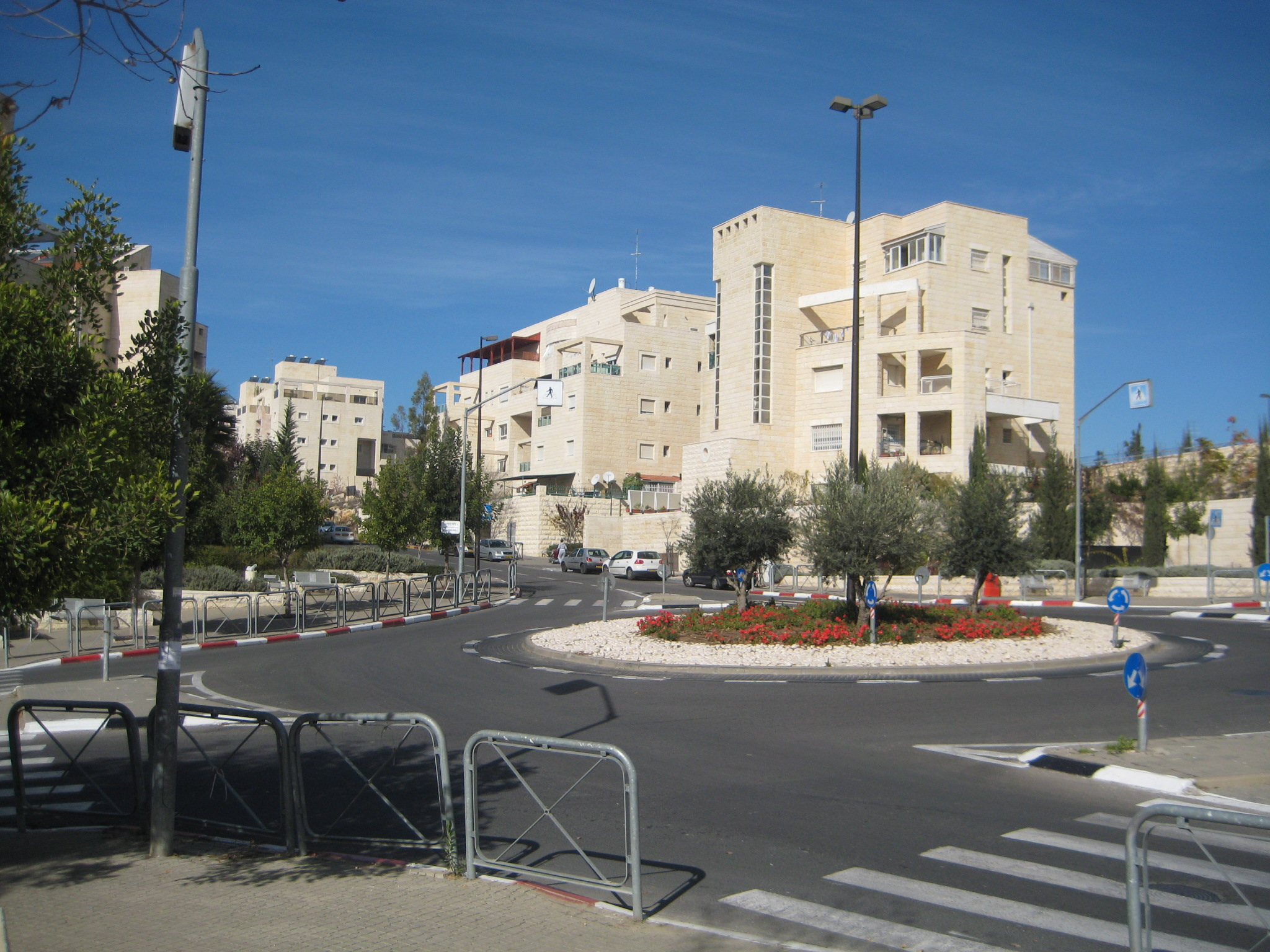
Zástavba v Ramat Bejt ha-Kerem

Ramat Bejt ha-Kerem (hebrejsky: רמת בית הכרם, doslova Výšina viničného domu) je městská čtvrť v západní části Jeruzaléma v Izraeli.

## Geografie
Leží v nadmořské výšce necelých 800 metrů, cca 4 kilometry západně od Starého Města. Jde o podčást širšího urbanistického celku Bejt ha-Kerem. Na východě s ní sousedí univerzitní čtvrť Giv'at Ram, na jihu Giv'at Mordechaj, na západě Bajit va-Gan a na severu Giv'at Bejt ha-Kerem a areál Nemocnice Ša'arej Cedek. Ramat Bejt ha-Kerem se nachází na vyvýšeném hřbetu, který na východě prudce spadá do údolí vádí Nachal Chovevej Cijon a na západě do Nachal Rakafot. Podél východního okraje čtvrtě vede nová dálniční komunikace (západní obchvat města) Sderot Menachem Begin. Populace čtvrti je židovská.

## Dějiny
Výstavba čtvrtě začala počátkem 90. let 20. století Podle územního plánu se zde počítá s 2500 byty, z nichž 75 % již bylo realizováno. Zástavba sestává z dvou- až čtyřpatrových domů, většinou s parkovacími místy, zahradou nebo balkonem. Hlavní komunikací je Rechov Moše Kol. Obyvatele tvoří střední třída. Zdejší rodiny jsou sekulární nebo nábožensky sionistické.